# ماتساک پاپایان
ماتساک پطروسی پاپایان (ارمنی: Մացակ Պետրոսի Պապյան؛  زادهٔ ۱۹۰۱ - درگذشته ۱۹۶۲) سیاست‌مدار اهل ارمنستان که ریاست هیئت رئیسه شورای عالی جمهوری شوروی سوسیالیستی ارمنستان را برعهده داشت.

## زندگی‌نامه
وی در ۱۹۰۱ در جلال‌اوغلی به دنیا آمد . همچنین برندهٔ جوایزی همچون نشان لنین (۱۹۳۶ و ؟)، نشان پرچم سرخ کار (۱۹۴۰ و ۱۹۴۴)، نشان جنگ میهنی (درجه یک) (۱۹۴۵) و مدال دفاع از قفقاز شده است. وی در ۱۹۶۲ در سن ۶۱ سالگی در ایروان درگذشت.

## یادداشت
1. ↑  ՀԽՍՀ Գերագույն Խորհրդի նախագահության նախագահ
2. ↑  ՀԽՍՀ Կենտրոնական Գործադիր կոմիտեի նախագահ

## نگارخانه

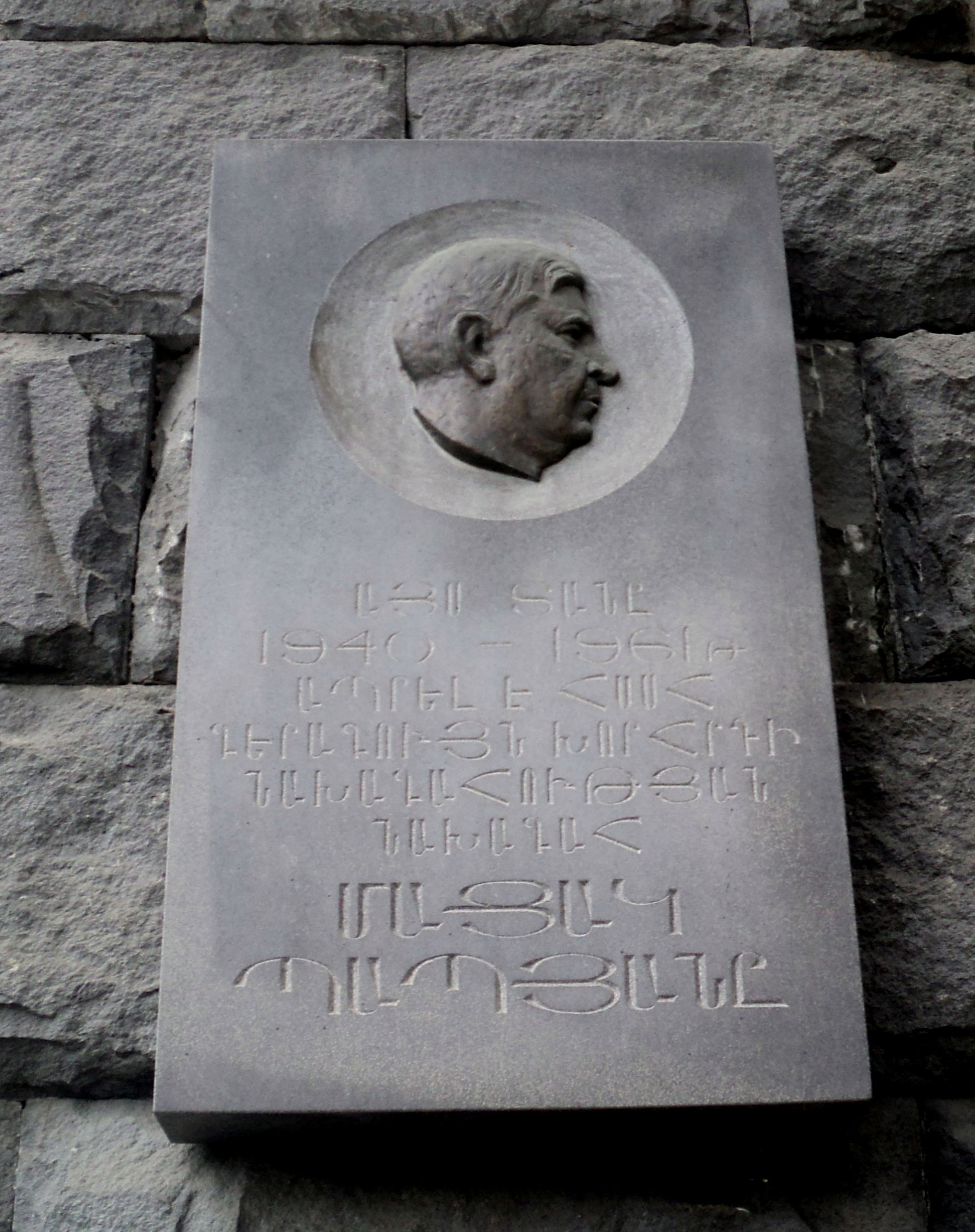
پلاک یادبود در ایروان